# Matonabbee
Matonabbee (circa 1737 – 1782) fue un cazador y líder de la etnia Chipewyan. Tras la muerte de su padre, Matonabbee vivió un tiempo en Fort Prince of Wales, donde aprendió a hablar el inglés.
Trabajó como guía para Samuel Hearne durante su exploración desde 1770 a 1772, y fue intermediario entre las tribus Cree y la Compañía de la Bahía de Hudson.
Con motivo de la muerte de muchos Chipewyan durante una epidemia de viruela en 1782, de la derrota de Fort Prince of Wales por los franceses, y de la destrucción de la Churchill Factory 1782, la cual había sido principal fuente de su fama y fortuna,  Matonabbee  entró en una depresión y se suicidó, siendo el primer caso de suicidio recogido entre la población india del norte.